# Veljeslinna
Veljeslinna est un bâtiment construit dans le quartier d'Amuri à Tampere en Finlande.

## Présentation
Conçu par l'architecte Jaakko Tähtinen, Veljeslinna est un immeuble résidentiel de sept étages construit à l'angle de Pirkankatu et Sotkankatu. 
Sa construction s'est achevée en 1952.
L'immeuble compte 72 appartements, quatre locaux commerciaux et une salle de conférence au huitième étage.
La maison est construite comme résidence pour des anciens combattants après qu'un décret appelé Lex Raatikainen, promulgué en 1949, ait autorisé les anciens combattants à échanger leurs droits fonciers contre une colocation dans un immeuble.